# Evenimentul (1991)
Evenimentul, menționat în antet Evenimentul Regional al Moldovei, este un cotidian regional de informații și publicitate din zona Moldovei (România), editat de SC Ziarul Evenimentul SRL din Iași. 
A apărut în 1991, după Revoluție, reluând titlul unui ziar editat pentru prima oară la Iași în 1893, dar nu și orientările acestuia. A devenit în timp cel mai important ziar de mică publicitate pe plan local, cu o distribuție regională. Ziarul nu este angajat politic, financiar sau de altă natură, singura politică a redacției fiind aceea de a asigura calitatea informațiilor, prin promptitudine și consistență.

## Echipa redacțională
Echipa redacțională este formată din redactori și colaboratori cu multă experiență, dar și din tineri, toți avînd același mod profesionist de a trata informațiile. Ziarul este recunoscut pentru echilibrul cu care abordează absolut toate subiectele.

## Aria de difuzare
În varianta tipărită, cotidianul Evenimentul are o arie de distribuție care cuprinde șase județe: Iași, Bacău, Botoșani, Neamț, Suceava și Vaslui.
În primul trimestru din 2008, ziarul a avut o medie lunară de circa 6.100 de copii difuzate pe apariție.